# Gole della Stretta
Le Gole della stretta o Stretta di Buccheri sono un sito geocarsico che ricade nel territorio comunale di Buccheri del libero consorzio comunale di Siracusa.
Le gole nascono dall'azione erosiva delle acque del San Leonardo. Dopo aver percorso l'estremità settentrionale dei Monti Iblei il fiume bagna i territori tra Francofonte e Lentini, sfociando poi nel Mare Ionio poco più a sud del fiume Simeto. 
Le pareti della gola in alcuni tratti assumono un andamento verticale utilizzato spesso dagli scalatori per le arrampicate. Nei versanti della gola sono presenti diverse tombe castellucciane.

## Galleria d'immagini

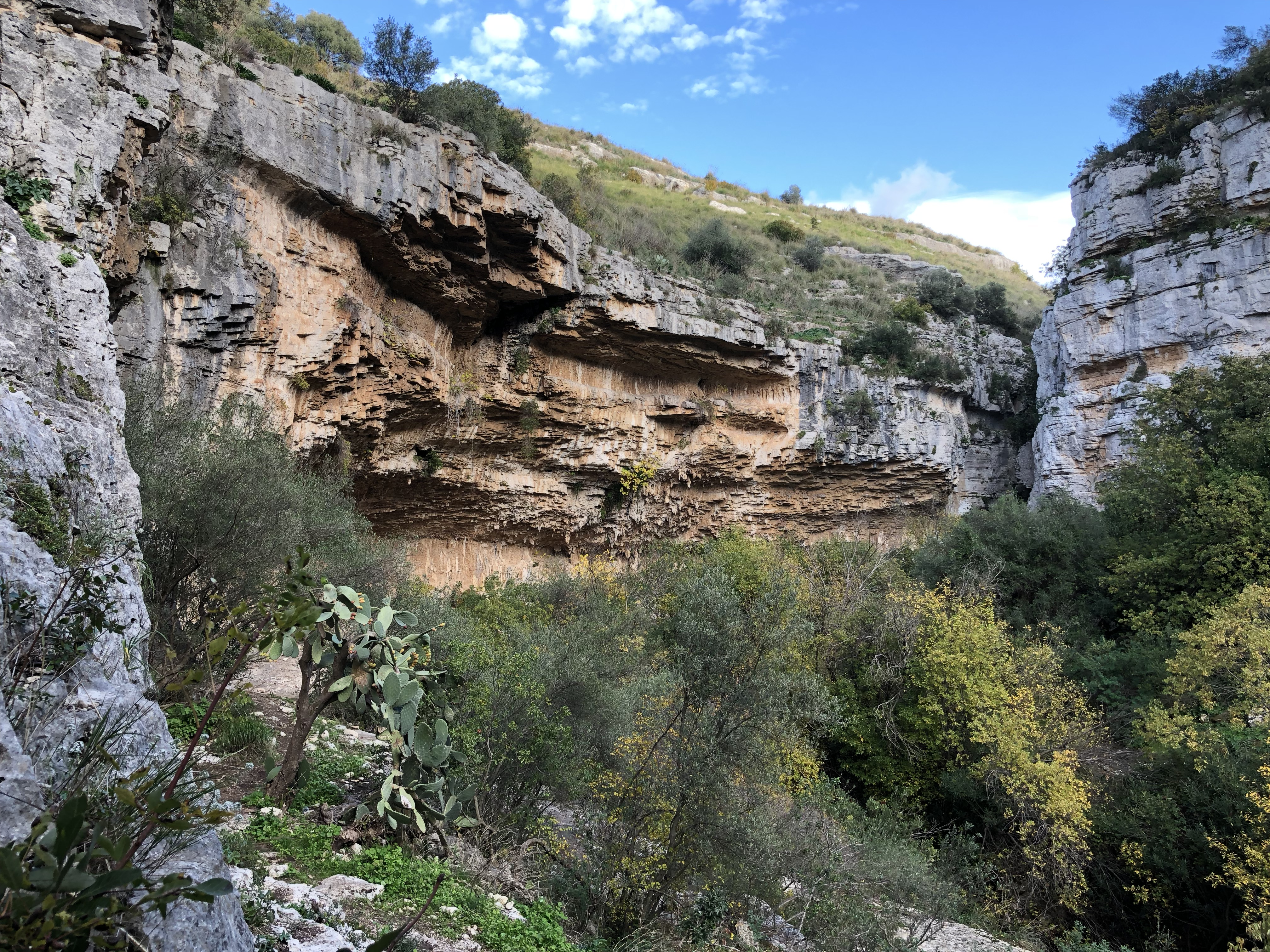
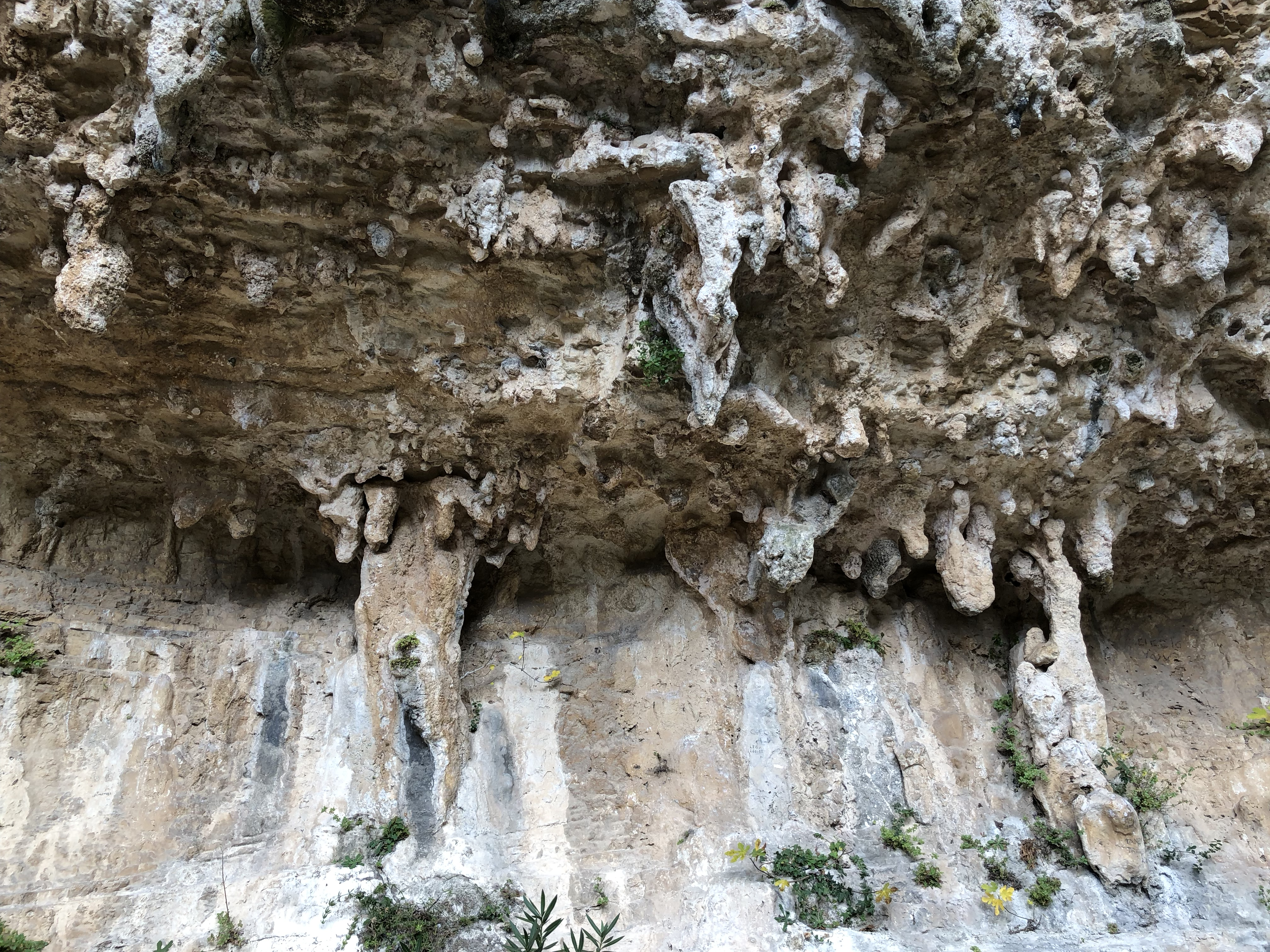
Stalattiti
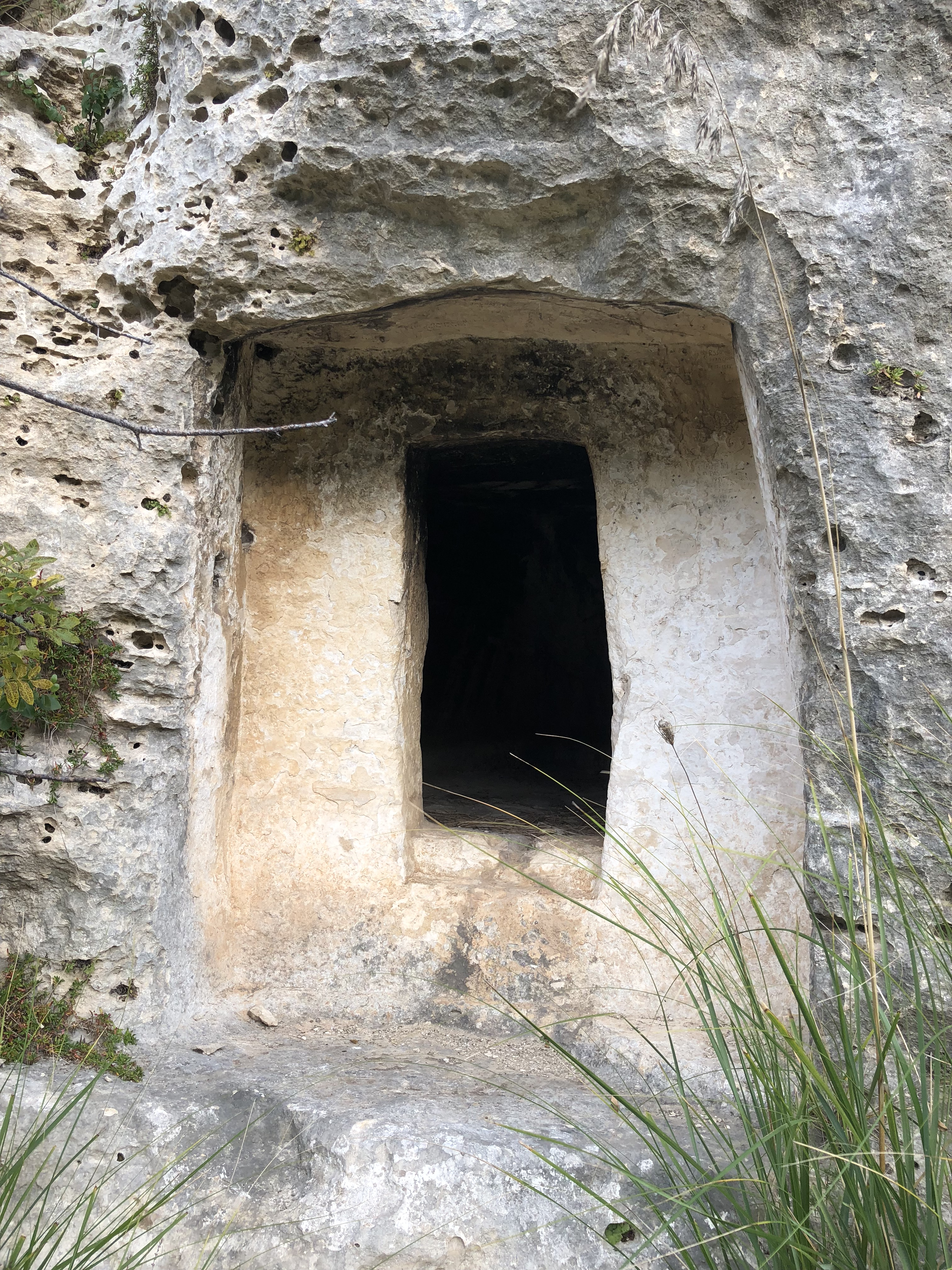
tomba castellucciana
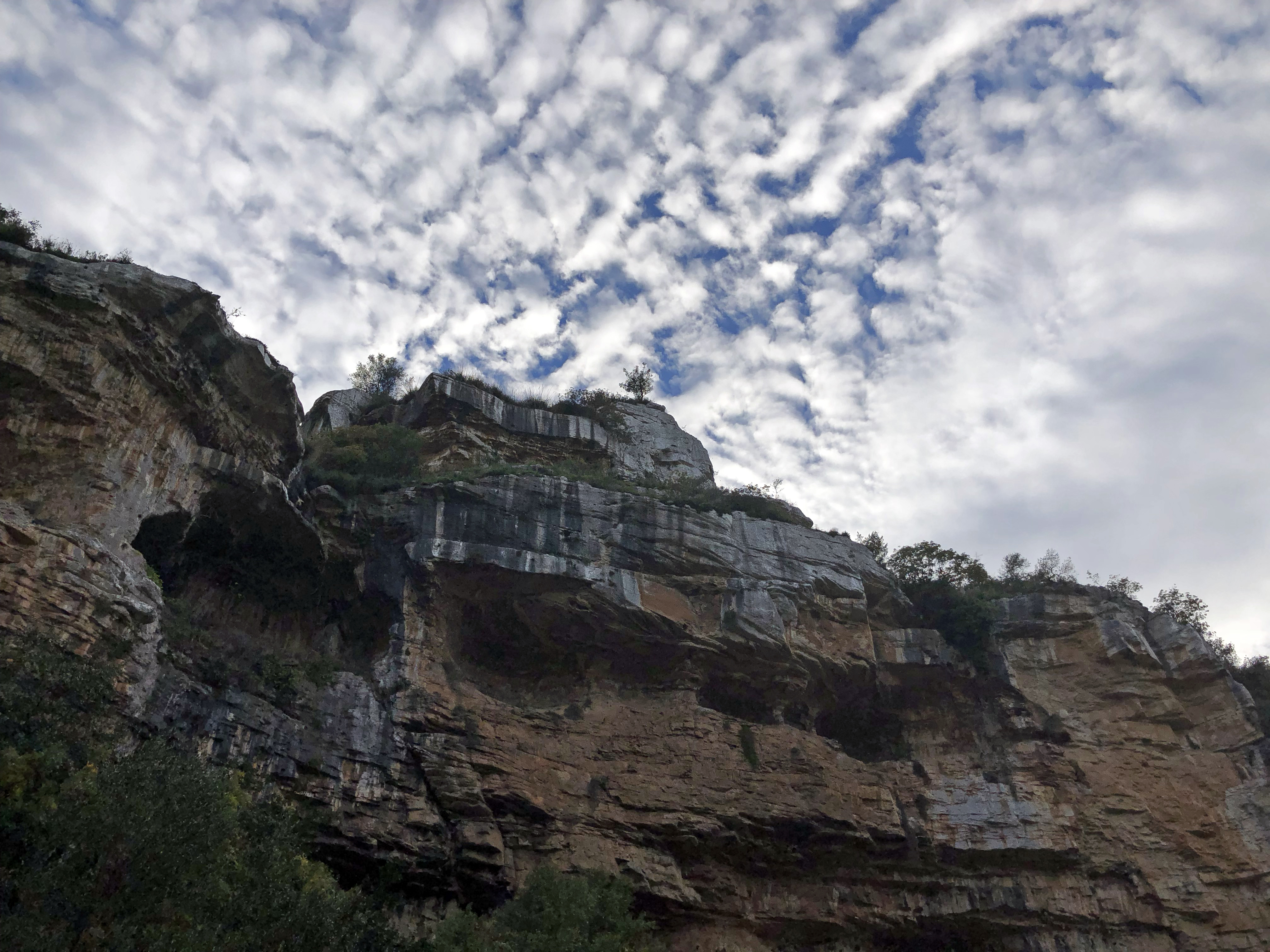
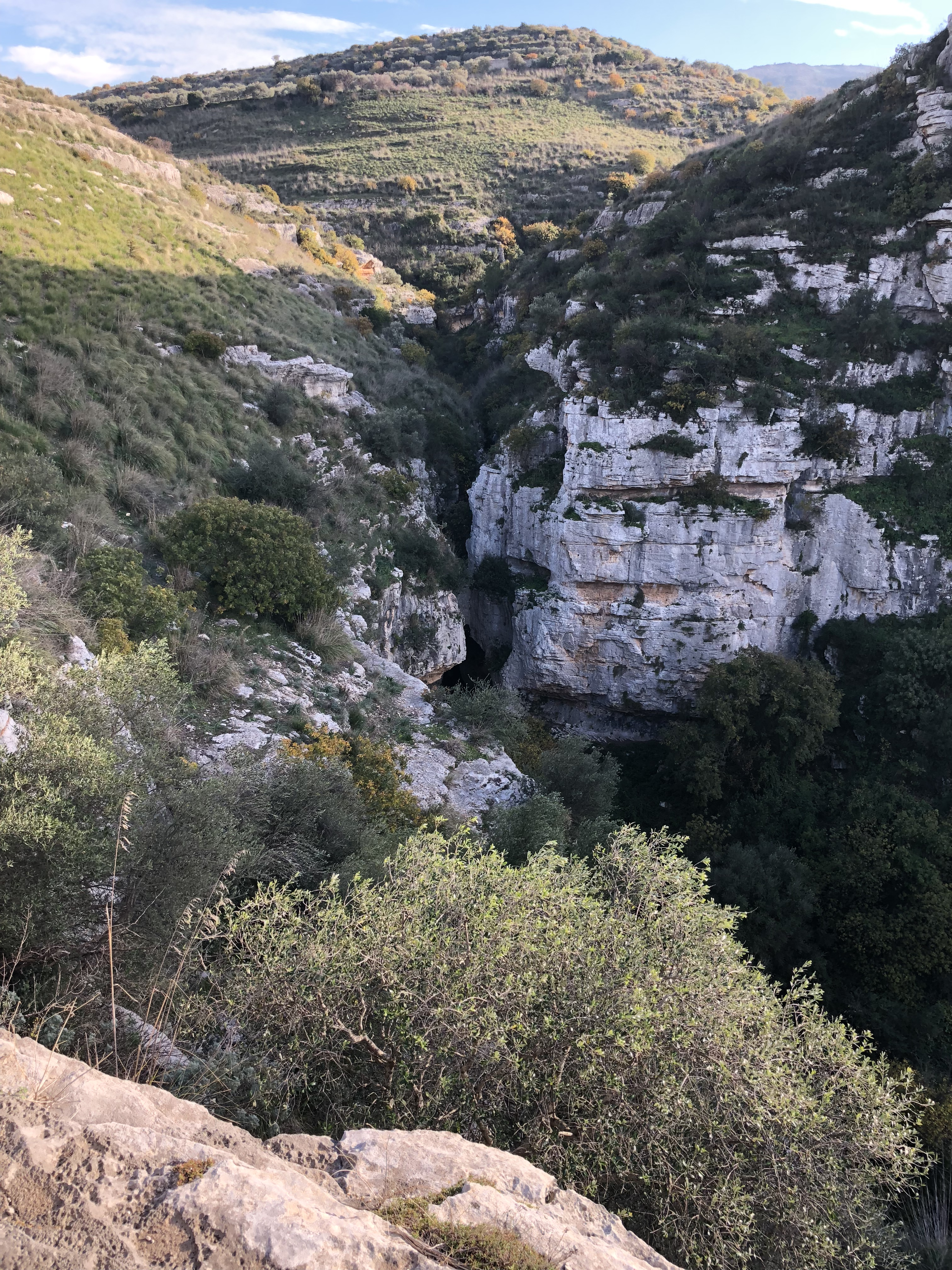
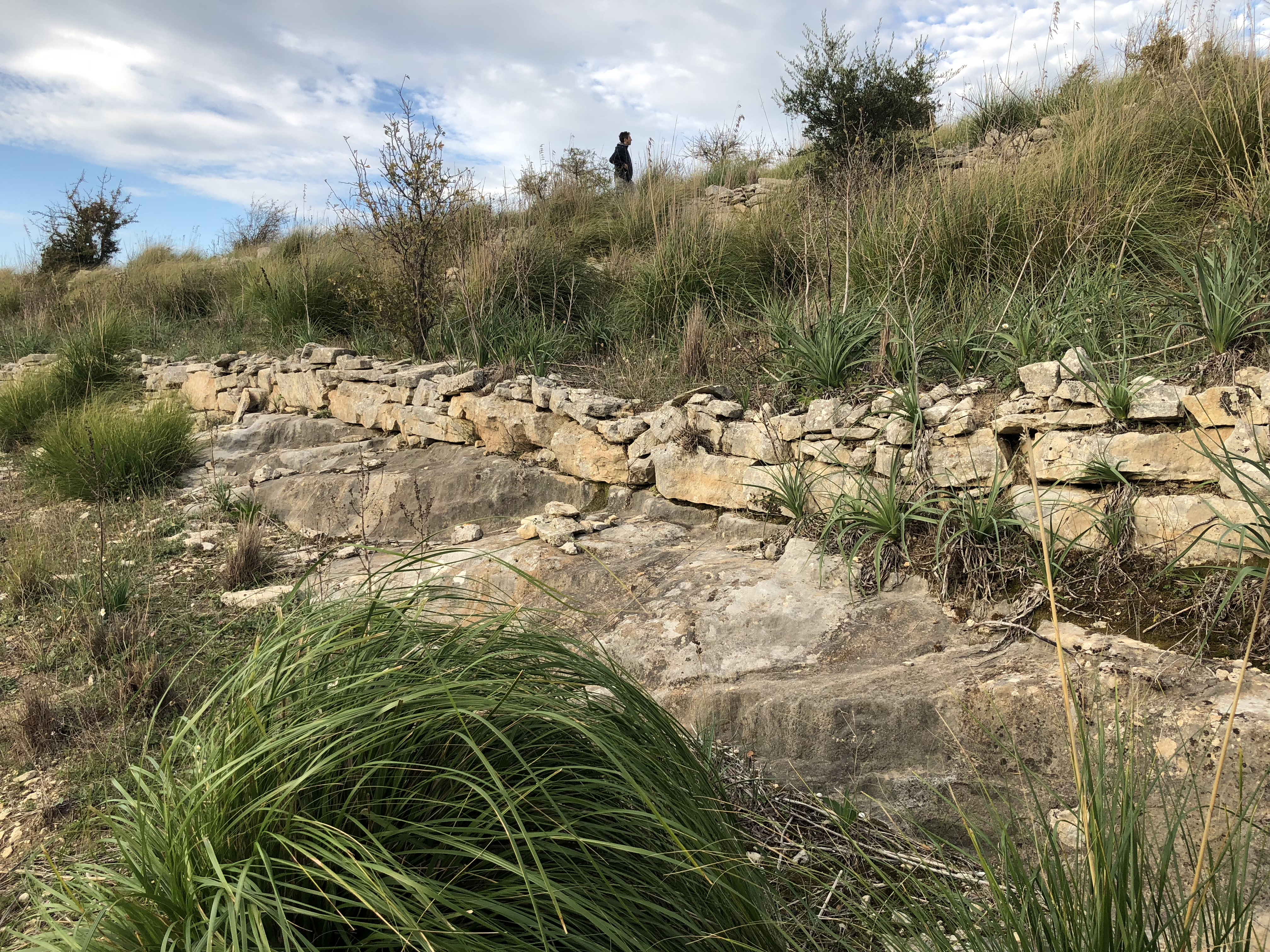
pietre per terrazzamenti